# Fußball-Oberliga 2006/07
Die Saison 2006/07 der Oberliga war die 13. Saison der Oberliga als vierthöchste Spielklasse im Fußball in Deutschland nach Einführung der zunächst viergleisigen – später drei- und zweigleisigen – Regionalliga als dritthöchste Spielklasse zur Saison 1994/95.

## Oberligen
- Oberliga Baden-Württemberg 2006/07
- Bayernliga 2006/07
- Oberliga Hessen 2006/07
- Oberliga Nord 2006/07
- Oberliga Nordost 2006/07 in zwei Staffeln (Nord und Süd)
- Oberliga Nordrhein 2006/07
- Oberliga Südwest 2006/07
- Oberliga Westfalen 2006/07